# 서천 한산이씨 계미보책판
서천 한산이씨 계미보책판(舒川 韓山李氏 癸未譜冊板)은 대한민국 충청남도 서천군 기산면에 있는 조선시대의 책판이다. 2019년 1월 30일 충청남도의 유형문화재 제246호로 지정되었다.

## 개요
현재 전하는 초기 족보는 15세기에 간행된 안동권씨성화보 16세기에 간행된 문화류씨가정보 등이 있으며, 족보 책판은 17세기 판각된 창녕성씨만력보책판 18세기 판각된 남양홍씨병신보책판 등이 있다. 1643년(인조21)에 판각․간행된 「서천 한산이씨 계미보책판」은 현재 전하는 족보 가운데 비교적 이른 시기에 속하며, 현재 국내에 지정된 문화재 족보책판과 비교해서 초기 족보책판에 해당된다.
「서천 한산이씨 계미보책판」은 완본 책판이 66판이나 현재 2판이 결판되어 64판이 남아있어 제작 시기 대비 결락이 적고 상태가 양호함은 물론 기존 학계에 보고된 책판이 많지 않다는 점 등으로 미루어 한국 족보와 책판 연구 및 인쇄문화사 가치가 높아 충청남도 문화재로 보존 ․ 관리하고자 지정 고시한다.

## 같이 보기
- 서천 문헌서원 - 충청남도 문화재자료 제125호

## 참고 문헌
- 서천 한산이씨 계미보책판 - 국가유산청 국가유산포털